# Alfred Wilson
Alfred Mayo "Al" Wilson (ur. 31 grudnia 1903 w Minneapolis, zm. 27 października 1989 w Vineyard Haven) – amerykański wioślarz, złoty medalista olimpijski.
Wystąpił na igrzyskach olimpijskich w Paryżu w 1924, gdzie reprezentanci Stanów Zjednoczonych w składzie: Leonard Carpenter, Howard Kingsbury, Alfred Lindley, John Miller, James Rockefeller, Frederick Sheffield, Benjamin Spock, Alfred Wilson i Laurence Stoddard (sternik) zdobyli złoty medal w ósemkach. W finale o ponad 15 sekund wyprzedzili drugich na mecie Kanadyjczyków. Był to jego jedyny start olimpijski.
Kształcił się na Uniwersytecie Yale. Następnie pracował w koncernie Honeywell.